# Basilica di Sant'Ubaldo
La basilica di Sant'Ubaldo è un luogo di culto cattolico situato a Gubbio, sul monte Ingino, avente la dignità di santuario e dal luglio 1919 quella di basilica minore.
La basilica custodisce il corpo del santo patrono di Gubbio, sant'Ubaldo, da cui prende nome.

## Storia
La basilica fu edificata su una preesistente piccola chiesa dedicata a sant'Ubaldo e sulla pieve di San Gervasio e Protasio. I lavori iniziarono nel 1513, con il sostegno delle duchesse di Urbino, Elisabetta ed Eleonora Gonzaga, e di papa Giulio II. La chiesa fu affidata ai Canonici regolari della Congregazione del Santissimo Salvatore lateranense, ordine a cui era appartenuto il santo.
Dal 1786 la basilica fu retta da padri passionisti, fino alle soppressioni napoleoniche, e in seguito dai frati minori riformati; dal 2013 fino al 6 gennaio 2020 due sacerdoti diocesani hanno custodito la basilica. Dal 6 gennaio 2020 dopo 234 anni, per volere del vescovo di Gubbio Luciano Paolucci Bedini, sono ritornati i Canonici regolari della Congregazione del Santissimo Salvatore lateranense. Essi formano unico "Capitolo" con i Confratelli canonici regolari di San Secondo in Gubbio. (San Secondo è un'antichissima canonica dove si formò e si preparò al sacerdozio anche lo stesso santo patrono Ubaldo).

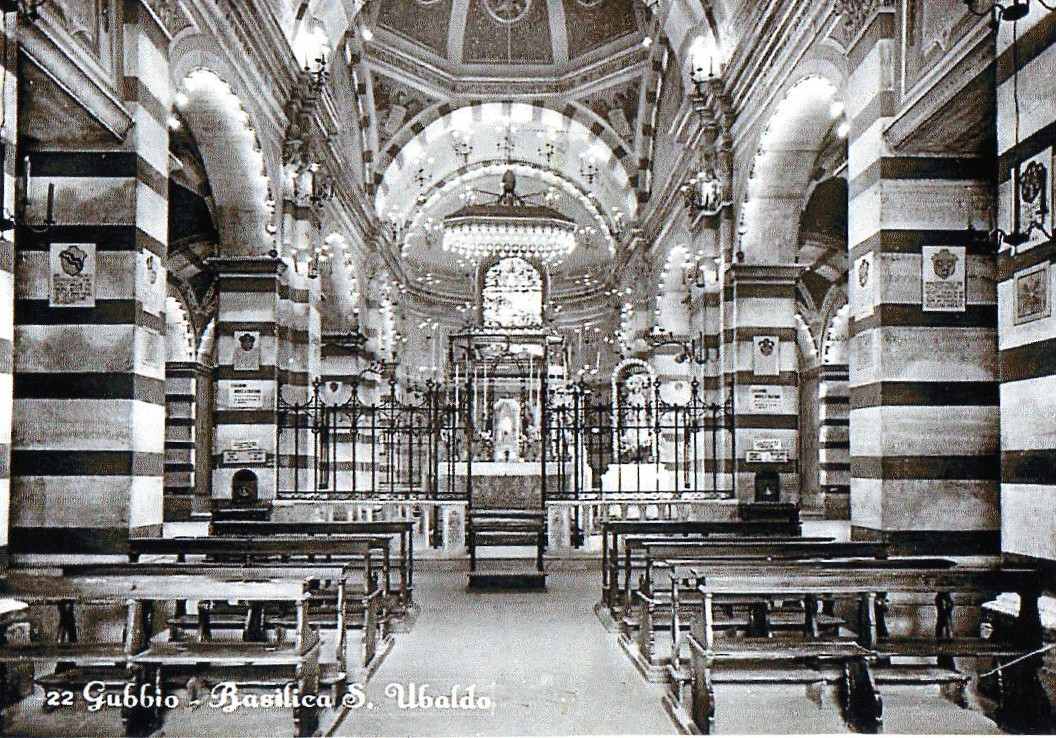
L'interno negli anni cinquanta

L'esterno del santuario è sobrio; alla sommità di una larga scalinata, un portale introduce all'interno, dove si apre un ampio chiostro in laterizi, con arcate e volte a crociera, nelle cui lunette si intravedono i resti di affreschi cinquecenteschi. I pilastri accanto all'ingresso della chiesa presentano un basamento in marmo palombino, con alcuni bassorilievi raffiguranti gli stemmi dei Montefeltro e del comune di Gubbio e il Cristogramma.
Cinque porte introducono alla chiesa; le tre centrali presentano i portali in pietra serena scolpita e i battenti originali in legno intagliato. L'interno è suddiviso in cinque navate, dominate dall'altare maggiore realizzato nel 1884, in stile neogotico con decorazioni a finto mosaico. Nella parte superiore dell'altare sono collocate otto piccole statue raffiguranti santi legati alla città, e al di sopra è posta l'urna in cui è custodito il corpo intatto di sant'Ubaldo.
Nella chiesa sono esposte anche le urne precedenti, una risalente al XIII secolo, l'altra al XVIII.
La chiesa è illuminata da finestroni con vetrate istoriate con le Storie della vita di sant'Ubaldo, realizzate nel 1922. Alle pareti, alcuni dipinti a olio su tela, tra cui la Trasfigurazione e Santi, di Giovanni Maria Baldassini del 1585, Il Battesimo di Gesù (1599 ca.) di Felice Damiani, la Madonna col Bambino in gloria tra i Santi Ubaldo e Giovanni Battista di Salvio Savini (1610), Sant'Agostino consegna la regola del suo Ordine (1619)
di Avanzino Nucci, Sant'Orsola (1655-57) di Francesco Allegrini e Estasi di San Francesco stimmatizzato e consolato da due angeli (1816) di Camilla Filicchi  .
Nella basilica sono riposti durante l'anno i ceri, le tradizionali strutture un tempo in cera, poi dal Cinquecento in legno. In occasione della festa dei ceri in onore del patrono, la prima domenica di maggio vengono trasferiti in città ed esposti nel Palazzo dei Consoli, indi il 15 maggio, con la corsa, sono portati in processione attraverso Gubbio e poi, lungo la salita al monte Igino, fino al santuario.
Il "santuario" di Ubaldo custodisce il telo da parato, che nel 1240 l'imperatore Federico II di Svevia fece preparare appositamente in vista dell'ostensione della reliquia del santo. Realizzata con orditi tipicamente arabi, fu commissionata ad artigiani di Palermo, amici del re e del figlio Enrico.